# Joel Bernstein
Joel Bernstein, född 1952, är en amerikansk fotograf, gitarrist och skivproducent.   Bernsteins fotografier är välkända inom musikens värld, och ingår i den permanenta samlingen av Rock & Roll Hall of Fame and Museum. Han har publicerats i böcker om musik, musiker och musikbranschen, såväl som i Time, The New York Times och Rolling Stone. Han har också varit producent för Crosby, Stills, Nash & Young. Som gitarrist är han mest känd för att ha spelat med sina vänner David Crosby och Graham Nash, och på deras Crosby & Nash-skivor.